# Caridina dentifrons
Caridina dentifrons е вид десетоного от семейство Atyidae.

## Разпространение
Видът е разпространен в Китай (Гуейджоу).